# Fraccionamiento Villas de Guanajuato
Fraccionamiento Villas de Guanajuato är en ort i Mexiko.   Den ligger i kommunen Guanajuato och delstaten Guanajuato, i den centrala delen av landet, 280 km nordväst om huvudstaden Mexico City. Fraccionamiento Villas de Guanajuato ligger 1 895 meter över havet och antalet invånare är 1 114.
Terrängen runt Fraccionamiento Villas de Guanajuato är kuperad norrut, men söderut är den platt. Runt Fraccionamiento Villas de Guanajuato är det ganska tätbefolkat, med 160 invånare per kvadratkilometer. Närmaste större samhälle är Guanajuato, 7,6 km nordost om Fraccionamiento Villas de Guanajuato. Trakten runt Fraccionamiento Villas de Guanajuato består i huvudsak av gräsmarker.